# Fédération Internationale de Luge
Die Fédération Internationale de Luge (FIL) oder Internationaler Rodelverband, bis 2022 offiziell auch als Fédération Internationale de Luge de Course bzw. Internationaler Rennrodelverband benannt, ist der Dachverband für alle Rodelsportarten, also sowohl für das Rennrodeln auf Naturbahn als auch für das Rennrodeln auf Kunsteisbahn. Dieser wurde im Jahr 1957 mit dreizehn Nationen in Davos gegründet, mittlerweile umfasst der Verband 53 nationale Rodelverbände und hat seinen Sitz in Salzburg.

## Aufgaben
Die FIL bezweckt:
- den Rennrodelsport durch Organisation und Förderung des Sportverkehrs weltweit zu entwickeln, zu überwachen und zu lenken.
- im Rahmen ihrer Möglichkeiten die Zielsetzungen der NFs zu unterstützen in Form von Hilfe in Theorie und Praxis.
- den Austausch von Erfahrungen und Erkenntnissen aus der Entwicklung des Rennrodelsports auf internationaler Ebene zu fördern.
- Werbung für und mit dem Rennrodelsport zu betreiben.
- den Rennrodelsport im Rahmen der Internationalen Olympischen Sportbewegung zu vertreten.
- mit anderen internationalen Sport- und Sportwissenschaftsorganisationen zusammenzuarbeiten.
- Weltmeisterschaften, Kontinentalmeisterschaften, Welt- und Kontinentalcups sowie weitere vom Kongress oder von der Exekutive genehmigte Wettkämpfe im Rennrodeln zu veranstalten.
- Regeln für alle Rennrodeldisziplinen aufzustellen.
- als höchste Berufungsinstanz für Proteste und andere Rechtsfragen aus internationalen Rennrodelwettbewerben sowie für alle Fragen, welche die FIL-Statuten und Richtlinien betreffen, zu dienen.
- alle Maßnahmen zur Unfallverhütung in möglichst wirksamer Weise zu betreiben.
- auf die Umwelt Rücksicht zu nehmen.
- dem Prinzip des „Fairplay“ Geltung zu verschaffen.

## Geschichte

### Erste Anfänge
Der erste Rodelwettbewerb fand am 12. Februar 1883 auf einem vier Kilometer langen Kurs zwischen Davos und seinem Nachbarort Klosters statt, die gemeinsamen Sieger aus Australien und der Schweiz durchfuhren die Strecke in 9 Minuten und 15 Sekunden.
Österreich, die Schweiz und Deutschland gründeten 1913 in Dresden den Internationalen Schlittensportsverband (ISSV), welcher ein erster Versuch zu einem internationalen Rodelverband war. Die ersten Rennrodel-Europameisterschaften fand 1914 in Reichenberg (heute Liberec) in Böhmen statt. Der Erste Weltkrieg veranlasste den ISSV dazu, seinen Betrieb auszusetzen, alle zusätzlichen Wettbewerbe bis 1927 wurden dadurch verhindert.

### Wiederaufbau und Fusion mit der FIBT
Im Jahr 1927 begann der ISSV mit der in Schreiberhau (heute das polnische Szklarska Poręba) ausgetragenen zweiten Europameisterschaften, seine Arbeit wieder aufzunehmen, im darauf folgenden Jahr gab es auch einen Frauenwettbewerb. 1935 fusionierte der ISSV mit der Fédération Internationale de Bobsleigh et de Tobogganing (FIBT) und war bis in die frühen 1950er ein Teil der Section de Luge. Noch heute trennen viele Nationalverbände Rodeln nicht von Bobsport und Skeleton.

### Trennung von der FIBT
Bei einem Treffen des Internationalen Olympischen Komitees (IOC) im Jahr 1954 in Athen wurde beschlossen, dass Rodeln Skeleton als olympische Sportart ersetzen würde. Skeleton, das sowohl bei den Olympischen Winterspielen 1928 als auch 1948 betrieben wurde, konnte erst 2002 sein „olympisches Comeback“ geben. Am Holmenkollen nahe Oslo fand 1955 dann auch die ersten Rennrodel-Weltmeisterschaften statt. Die Trennung von der FIBT wurde 1957 in Davos vollzogen, der neu gegründeten FIL wurde noch im gleichen Jahr auf der IOC-Sitzung in Sofia die Mitgliedschaft im Internationalen Olympischen Komitee gewährt. Der erste Präsident der FIL wurde der Österreicher Bert Isatitsch.

### Wachstum der FIL
Auf der IOC-Sitzung 1959 in München wurde Kunstbahnrodeln endgültig für die Olympischen Winterspiele 1964 in Innsbruck als Sportart bestimmt. Die Rodelkonkurrenzen fanden im benachbarten Igls statt, an ihnen nahmen zwölf Nationen teil. Zuerst wurden die Zeiten im Rennrodeln auf die 1/100 Sekunde genau gemessen, doch nach einem Unentschieden im Herren-Doppel-Wettkampf bei den Olympischen Winterspielen 1972 zwischen der DDR und Italien begann die FIL, die Zeiten auf bis zu 1/1000 Sekunden genau zu bestimmen. Diese Praxis bewährte sich und gilt noch heute.
Auch im Naturbahnrodeln gab es Entwicklungen: Die erste Naturbahnrodel-Europameisterschaft fand 1970 in Kapfenberg statt, die erste Naturbahnrodel-Weltmeisterschaft 1979 in Inzing. Während im Rennrodeln bereits seit 1977/1978 ein eigener Weltcup ausgetragen wurde, organisiert die FIL diesen im Naturbahnrodeln erst seit der Saison 1992/1993. Im Kunstbahnrodeln wiederum wurden die ersten Junioren-Weltmeisterschaften 1982 in Lake Placid ausgetragen.

### FIL heute
Nach Isatitschs plötzlichem Tod am 8. Februar 1994 übernahm der Vizepräsident für Sport, Josef Fendt, das Präsidentenamt, welches er im November 2020 nach 26-jähriger Amtszeit an Einars Fogelis übergab.
Auf dem Kongress 2012 wurde die bislang auch vom FIL mitbetreute Naturrodel-Sportart Hornschlitten ab Sommer 2013 ausgeschlossen. Europameisterschaften dieser Sportart werden jetzt vom Nicht-Sportaccord-Mitglied und Nicht-IOC-Fachverband Internationaler Sportrodelverband (ISSU) organisiert.
Für die Winterolympiade 2026 in Italien wurden die Aufnahme des Rennrodelns auf Naturbahn Anerkennung des Naturbahnrodelns als olympische Disziplin und der Disziplin Frauen-Doppelsitzer im Rennrodeln auf Kunstbahn als Ziele festgelegt. Während die Aufnahme des Doppelsitzers der Frauen im Juni 2022 vom Internationalen Olympischen Komitee beschlossen wurde, verfolgte die FIL die Aufnahme des Naturbahnrodelns schlussendlich nicht weiter.
Im Rahmen des Jahreskongresses 2022 nahm die FIL eine Anpassung ihres Namens hin zu Fédération Internationale de Luge bzw. Internationaler Rodelverband vor.

## Veranstaltungen der FIL
Die FIL regelt Wettkämpfe auf globaler und europäischer Ebene, also Welt- und Europameisterschaften auf Kunsteis- und Naturbahnen. Bei Olympischen Spielen ist nur Rennrodeln Sportart, die Einführung von Naturbahnrodeln ist umstritten. Einzelne Wettbewerbe sind Männer-Einsitzer, Männer-Doppelsitzer (bei Naturbahn auch gemischter Doppelsitzer), Frauen-Doppelsitzer (seit der Saison 2019/20), Frauen-Einsitzer sowie ein Teamwettbewerb, bei dem Athleten aus allen drei Disziplinen für ein Land starten (bei der Naturbahn besteht ein Team seit der Saison 2019/20 aus einer Frau und einem Mann).
Kunstbahnen finden sich derzeit sechzehnmal, Naturbahnen über fünfzigmal auf der ganzen Welt verteilt.

## FIL Hall of Fame
Im Jahr 2004 wurde für die besten Rodelsportler von der FIL eine Hall of Fame eingerichtet. Aufgenommen wurden bisher:
- 2004: Klaus Bonsack ( Deutsche Demokratische Republik, jetzt  Deutschland), Paul Hildgartner ( Italien), Margit Schumann ( Deutsche Demokratische Republik, jetzt  Deutschland)
- 2005: Josef Feistmantl ( Österreich), Hans Rinn ( Deutsche Demokratische Republik, jetzt  Deutschland)
- 2006: Vera Zozuļa ( Sowjetunion, jetzt  Lettland)
- 2012: Georg Hackl ( Deutschland), Gerhard Pilz ( Österreich)
- 2019: Armin Zöggeler ( Italien)

## Präsidenten
In ihrer langjährigen Geschichte hatte die FIL bisher drei Präsidenten:
- Bert Isatitsch ( Österreich), 1957–1994
- Josef Fendt ( Deutschland), 1994–2020
- Einars Fogelis ( Lettland), seit 2020

## Exekutive
- Einars Fogelis ( Lettland) – Vizepräsident für Technische Angelegenheiten, 1994–2018; Generalsekretär 2018–2020; Präsident, seit 2020
- Dwight Bell ( Vereinigte Staaten) – Mitglied, 2018–2020; Generalsekretär, seit 2020
- Geoff Balme ( Neuseeland) – Regionaler Vizepräsident Ozeanien, 1989–2023; Vizepräsident Finanzen, seit 2023
- Christoph Schweiger ( Österreich) – Exekutivdirektor, seit 2010
- Claire DelNegro ( Vereinigte Staaten) – Vizepräsidentin Sport Kunstbahn, seit 1998
- Armin Zöggeler ( Italien) – Vizepräsident Technik Kunstbahn, seit 2018
- Thomas Schwab ( Deutschland) – Vizepräsident Marketing, seit 2019
- Sorin Buta ( Rumänien) – Mitglied, 2020–2022; Vizepräsident Naturbahn und Rodeln als Breitensport, seit 2022
- Sorina Ţicu ( Rumänien) – Mitglied, seit 2022
- Markus Prock ( Österreich) – Mitglied, seit 2022
- Park Ji-eun ( Südkorea) – Regionale Vizepräsidentin Asien, seit 2018
- Leon Felderer ( Italien) – Athletenvertreter und Mitglied der Exekutive, seit 2023

## Links zu Wettkämpfen
- Liste der Olympiasieger im Rennrodeln
- Rennrodel-Weltmeisterschaften
- Rennrodel-Europameisterschaften
- Rennrodel-Amerika-Pazifikmeisterschaften
- Rennrodel-Weltcup
- Naturbahnrodel-Weltmeisterschaft
- Naturbahnrodel-Europameisterschaft
- Naturbahnrodel-Weltcup
- FIL Juniorenweltcup Rennrodeln auf Naturbahn